# (Don’t Fear) The Reaper
«(Don’t Fear) The Reaper» (рус. Не бойся Жнеца) — песня рок-группы Blue Öyster Cult с альбома Agents of Fortune (1976). Она была написана и исполнена гитаристом группы Дональдом Роузером. Она запоминается прежде всего гитарным риффом, продолжающимся всю песню. В ноябре 1976 года эта песня достигла двенадцатой строчки в американских чартах.
Жнец (англ. Reaper) — это Мрачный Жнец (англ. Grim Reaper), который является символом смерти в Европе ещё со времён Средневековья. Такие строки, как например «Ромео и Джульетта вместе в вечности» (англ. Romeo and Juliet are together in eternity), наводят некоторых слушателей на мысль о том, что эта песня об убийстве, опасности. Однако сам автор говорит, что эта песня — о вечной любви, но никак не о смерти.

## Значение
В 1997 году журнал Mojo поставил её на 80-е место в топ-сто «Лучших синглов всех времён», а журнал Rolling Stone назвал лучшим синглом 1976 года. В 2004 он же присвоил ей 397-е место в топе «500 лучших песен всех времён». В 2009 канал VH1 назвал её пятьдесят пятой в лучших песнях хард-рока. Британский журнал New Musical Express включил данную композицию в свой список «500 величайших песен всех времён», разместив её в нём на 232-й позиции.
В связи с популярностью песни возникло множество кавер-версий. А также её использовали и используют во многих фильмах, сериалах, телешоу и компьютерных играх. В частности, этой песней названа одна из последних миссий Cyberpunk 2077.

## Участники записи
Blue Öyster Cult:
- Эрик Блум[англ.] — гитара, ударные, бэк-вокал
- Дональд Розер — гитара, синтезатор, ударные, вокал
- Аллен Ланьер — клавишные, гитара, бас-гитара
- Джо Бушар[англ.] — бас-гитара, фортепиано
- Альберт Бушар[англ.] — ударные, акустическая гитара, перкуссия, губная гармоника

Приглашённый музыкант:
- Дэвид Лукас[англ.] — бэк-вокал, клавишные, перкуссия

## Позиции в хит-парадах
Годовые  чарты:
| Хит-парад (1976)      | Позиция |
| --------------------- | ------- |
| Канада (RPM Year-End) | 89      |

## Сертификации
| Регион                                                                      | Сертификация | Продажи |
| --------------------------------------------------------------------------- | ------------ | ------- |
| Великобритания (BPI)                                                        | Платиновый   | 600 000 |
| Данные о продажах + прослушиваниях приведены только на основе сертификации. |              |         |